# Feminisering
Feminisering betyder även en ökad andel av kvinnor i ett yrke etc
Feminisering betyder att utveckla kvinnliga primära eller sekundära könskarakteristika, och sker hos honor genom könsdifferentiering från och med fostertiden hos arter med sexuell förökning. I medicinsk bemärkelse avses primärt fall när hanar och män efter födseln fysiskt sett börjar få kvinnliga könsegenskaper. Det kan dock också avse de symtom som uppkommer när flickor får förtidig pubertet.

## Patologisk feminisering
Feminisering hos män kan vara ett symtom på en underliggande sjukdom som leder till en ökad aromatisering av androgenerna till östrogen, på minskad androgenproduktion, eller på t.ex. hyperprolaktinemi. Feminiseringen kan bero på faktorer utanför den egna fysiologin, och uppkomma som läkemedelsbiverkning eller av miljögifter (se dietylstilbestrol och etinylöstradiol). Tillståndet kan också uppkomma på grund av fysiologiska förändringar i, och förändringar som indirekt påverkar, könskörtlarna, t.ex. cancer och andra systemiska sjukdomar.
Män med feminisation kan få förminskade testiklar, utveckla kvinnobröst (gynekomasti), och drabbas av galaktorré (få bröstmjölk).